# Шолем Мандельбройт
Шо́лем Мандельбро́йт (фр. Szolem Mandelbrojt; 20 січня 1899, Варшава — 23 вересня 1983, Париж) — французький математик, член Паризької Академії наук (1972); один з учасників проекту Ніколя Бурбакі.
Батьки — литовські євреї Соломон (Авром-Шлойме) Лейбович Мандельбройт (1852, Вільна — 1932, Варшава) та Мирл Іоселівна (Мирьям Йосипівна) Рабінович (1856, Шавлі — 1913, Варшава).
Навчався у Варшавському і Харківському університетах, закінчив останній під керівництвом Сергія Бернштейна. Продовжив навчання в Паризькому університеті (закінчив 1923 року), з 1929 року — професор Університету Клермон-Ферран, з 1938 року професор в Колеж де Франс.
Директор серії «Міжнародні математичні монографії».
Основні роботи в галузі:
- теорії функцій дійсної та комплексної змінної,
- теорії чисел,
- функціонального аналізу.

## Родина
- Племінник — французький і американський математик Бенуа Мандельброт.
- Сестра — Фаня Соломонівна Мандельбройт (16 березня 1894, Варшава -?), навчалася в Харківському комерційному інституті та Харківської зуболікарській школі, в 1922 році емігрувала до Парижа, де закінчила природниче відділення в Сорбонні. У нього були також брати Шмуел-Герц (1873, Вільна -?), Арон (1875, Вільна -?), Ісаак (1875, Вільна — 1941, Білосток), Яків (1878, Вільна -?), Ізраїль (1879, Вільна — 1922, Варшава), Карл (? -1951), сестри Шейна (1881, Вільна -?), Олена і Регіна (зубний лікар; 1899, Варшава — 1931, там же).